# فيكتور دياز (لاعب كرة قاعدة)
فيكتور دياز (بالإسبانية: Víctor Díaz)‏ هو لاعب كرة قاعدة مكسيكي، ولد في 10 ديسمبر 1981 في سانتو دومينغو في جمهورية الدومينيكان.

## وصلات خارجية
- فيكتور دياز على موقع دوري كرة القاعدة الرئيسي (الإنجليزية)
- فيكتور دياز على موقع الدوري الياباني لكرة القاعدة (الإنجليزية)
- فيكتور دياز على موقع دوري كوريا الجنوبية لكرة القاعدة (الإنجليزية)
- فيكتور دياز على موقعبيزبول رفرنس.كوم (الدوري الرئيسي) (الإنجليزية)
- فيكتور دياز على موقعبيزبول رفرنس.كوم (الدوري الثانوي) (الإنجليزية)
- فيكتور دياز على موقع إي إس بي إن.كوم (أم.أل.بي) (الإنجليزية)
- فيكتور دياز على موقع مشجعي الرسوم البيانية (الإنجليزية)